# Organo-uraniumchemie

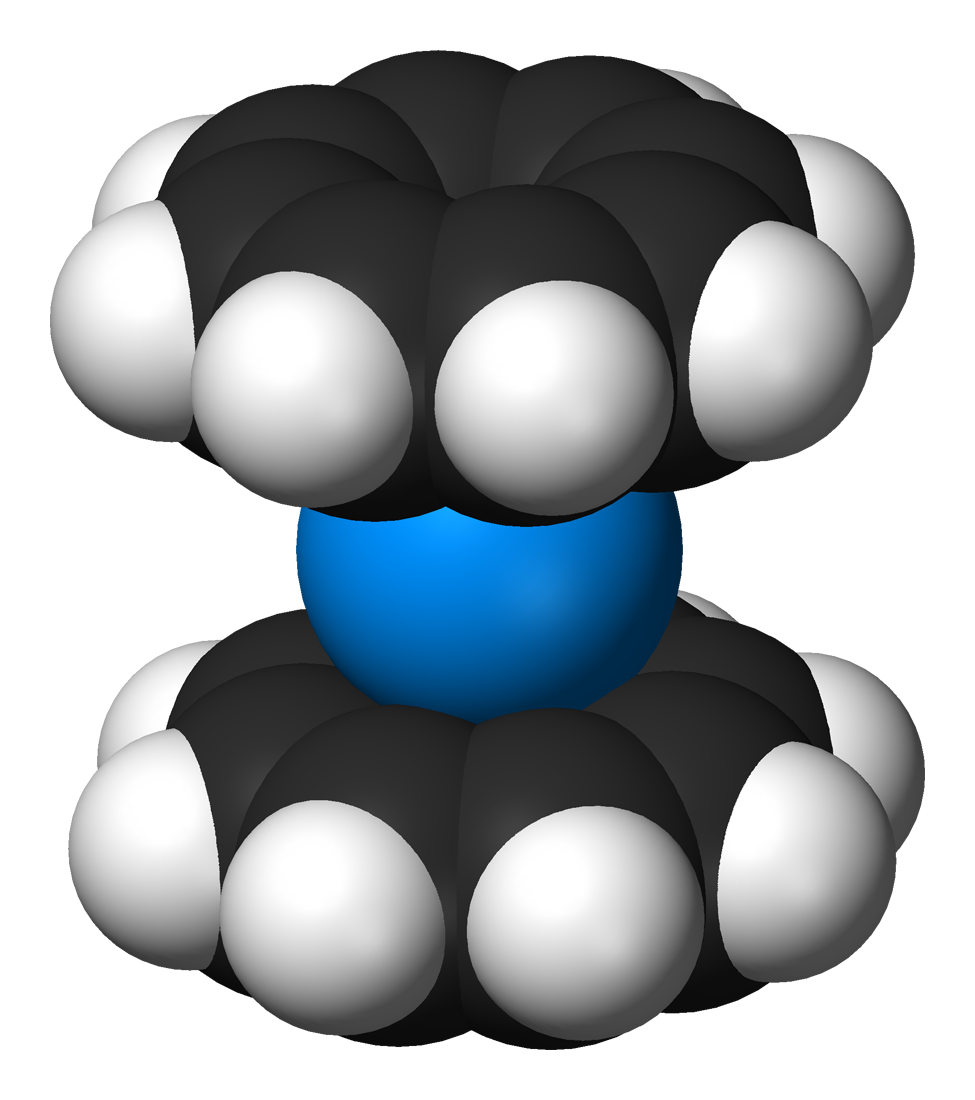
Molecuulmodel van uranoceen.

Organo-uraniumchemie is de wetenschap die zich met de beschrijving van de eigenschappen, de structuur en de reactiviteit van organo-uraniumverbindingen bezighoudt. Organo-uraniumverbindingen zijn organometaalverbindingen waarin een directe binding optreedt tussen koolstof en uranium. Deze tak van de scheikunde is tot op zekere hoogte van belang voor de studies rond kernenergie en theoretische aspecten van de organometaalchemie.

## Geschiedenis
De ontwikkeling van de organo-uraniumchemie startte in de Tweede Wereldoorlog toen in het kader van het Manhattanproject gezocht werd naar vluchtige uraniumverbindingen voor het scheiden van de isotopen 235U en 238U. Zo probeerde Henry Gilman verbindingen zoals tetramethyluranium te bereiden en anderen werkten aan uraniumcarbonylverbindingen. Geen van de pogingen leidde toen tot succes, vooral door de instabiliteit van de directe koolstof-uranium-binding. De ontdekking van ferroceen in 1951 gaf een nieuwe richting van onderzoek aan en in 1956 konden Todd Reynolds en Geoffrey Wilkinson het uraniummetalloceen Cp3UCl uit cyclopentadienylnatrium en uranium(IV)chloride bereiden. De verbinding was stabiel, maar extreem gevoelig voor reacties met componenten uit de lucht. In de verbinding is de uranium-chloridebinding ionogeen, de bindingen tussen uranium en de cyclopentadiënylgroepen van hetzelfde type als die welke in sandwichverbindingen optreedt. Bij uranium zijn vooral de 5f-orbitalen bij de vorming van deze binding betrokken.
In 1962 kan Ernst Otto Fischer de ontdekking beschrijven van tetracyclopentadienyluranium: Cp4U. In een opbrengst van 6% kon hij uit NaCp en UCl4 de luchtstabiele vaste stof bereiden. In oplossing was de stof niet stabiel. Het moleculaire dipoolmoment bleek 0 te zijn en ook Infraroodspectroscopie toonde aan dat het een sandwichverbinding was met uranium in een tetraëder-omringing. In 1970 kon Fischer ook Cp3U aan de lijst bekende organo-uraniumverbindingen toevoegen, de stof werd bereid door reductie van Cp4U met metallisch uranium.
In 1968 werd door de researchgroep rond Andrew Streitwieser de stabiele, maar pyrofore verbinding uranoceen, (COT)2U, waarin een uraniumatoom in de sandwich tussen twee Cyclooctatetraenide dianionen zit. Het molecule heeft als moleculaire symmetrie D8h. De 5f-orbitalen van uranium hebben een groter interactie met de aromatische ring, vergelijkbaar met de interactie van de d-orbitalen in ferroceen met de Cp-liganden. Het grote verschil tussen uranoceen enerzijds en ferroceen anderzijds wordt gevonden in de HOMO en LUMO die beiden vooral op het metaalatoom liggen en niet in de organische ring. Reacties verlopen via een van deze twee orbitalen, wat vaak leidt tot splitsing van de ligand-metaal-binding.
Eigenlijk is de enige reactie van uranocenen het gemak waarmee U(IV)-verbindingen overgaan in die van U(III), verder zijn de stoffen vrijwel inert. Een nauw verwante verbinding die wel over een ruime mate van reactiviteit beschikt, werd in 1983 verkregen door de groep rond M.J. Ephritikhine via reactie van uranoceen met uraniumboorhydride. Dit is de halve sandwichverbinding-verbinding (COT)U(BH4)2. Verbindingen van dit type reageren met een groot aantal reagentia, waarbij alkylering op uranium optreedt met organolithiumverbindingen of vorming van hybride sandwichverbindingen.
De nieuwste ontwikkelingen in de organouraniumchemie worden gevormd door zogenaamde omgekeerde uranocenen, waarbij de ligand tussen twee uraniumatomen is ingeklemd. De COT-ligand is daarbij vervangen door een pentalenyl-ligand.

## Navigatie
Navigatie Koolstof-elementbinding